# Raid de Scone
Première guerre d'indépendance de l'Écosse
Batailles
Après la révolte de Lanark, William Wallace joignit ses forces en juin 1297 à celles de William Douglas et fit un raid sur la ville de Scone, occupée par les Anglais. Ils mirent en déroute William de Ormesby (en), le justiciar anglais, et prirent le contrôle de la ville. 
Wallace dirigea ensuite son armée vers Stirling et battit l'armée anglaise en septembre 1297.